# Martin Bretschneider
Martin Bretschneider (* 22. Dezember 1974 in Bielefeld) ist ein deutscher Schauspieler.

## Leben
Martin Bretschneider studierte von 1995 bis 1997 Germanistik, Anglistik und Philosophie an der Universität Bielefeld. Anschließend absolvierte er bis 2001 ein Schauspielstudium an der Hochschule für Musik und Theater Hannover.
Von 2001 bis 2006 war er Mitglied des Ensembles am Schauspielhaus Graz, anschließend war er am Staatstheater Mainz, Schauspiel Essen, Theater in der Josefstadt in Wien, Theater Bielefeld engagiert. Von 2008 bis 2010 gehörte er zum Ensemble des Schauspielhauses Bochum. Seit 2010 arbeitet Bretschneider frei und gastiert an diversen Bühnen, unter anderem am Rottstraße 5 Theater in Bochum. Dort ist er seit 2012 als Werther in der Inszenierung von Hans Dreher zu sehen. Im November 2017 trat Bretschneider, der auch Griechisch spricht, erstmals in Athen auf.
Neben seiner Tätigkeit als Theaterschauspieler tritt Bretschneider auch in Film und Fernsehen auf. 2003 spielte er die Rolle des Fußball-Nationalspielers Hans Schäfer in Das Wunder von Bern. Im Jahr 2017 stand er in dem Kinodebüt Phantomschmerz des Regisseurs Andreas Olenberg vor der Kamera; der Film kam im September 2018 in die deutschen Kinos. Als Gast war er u. a. in den TV-Serien Beste Schwestern, Die Spezialisten, SOKO Leipzig, Kommissarin Heller, Der Staatsanwalt, In aller Freundschaft zu sehen. Von 2020 bis 2023 spielte er in der Serie Blutige Anfänger mit.
Seit 2016 lebt Martin Bretschneider in Berlin.

## Filmografie (Auswahl)
- 2003: Das Wunder von Bern
- 2007: Ein Fall für zwei (Fernsehserie, 1 Folge)
- 2007: Heile Welt
- 2008: Der große Tom
- 2010: Der Staatsanwalt (Fernsehserie, 1 Folge)
- 2010: Ihr mich auch
- 2011: SOKO Leipzig (Fernsehserie, 1 Folge)
- 2013: SOKO Kitzbühel (Fernsehserie, 1 Folge)
- 2014: Heiter bis tödlich: Koslowski & Haferkamp (Fernsehserie, 1 Folge)
- 2016: Alles was zählt (Fernsehserie, 2 Folgen)
- 2016: Schwarzer Regen (Kurzfilm)
- 2017: Die Spezialisten – Im Namen der Opfer (Fernsehserie, 1 Folge)
- 2017: Kommissarin Heller – Verdeckte Spuren
- 2017: In aller Freundschaft (Fernsehserie, 1 Folge)
- 2017: SOKO Leipzig (Fernsehserie, 1 Folge)
- 2017: Beste Schwestern (Fernsehserie, 1 Folge)
- 2018: SOKO Stuttgart (Fernsehserie, 1 Folge)
- 2018: Phantomschmerz
- 2019: Inga Lindström – Heimkehr (Fernsehreihe)
- 2020–2023: Blutige Anfänger (Fernsehserie)
- 2021: Meine Mutter im siebten Himmel (Fernsehreihe)
- 2021: In aller Freundschaft – Die jungen Ärzte (Fernsehserie, 1 Folge)
- 2022: SOKO Potsdam (Fernsehserie, Folge Tödlicher Sonnenschein)
- 2024: Toni, männlich, Hebamme – Das Glück der Anderen (Fernsehreihe)
- 2024: Uferpark – Gute Zeiten, wilde Zeiten (Fernsehserie)
- 2025: Neuer Wind im Alten Land: Stolz und Vorurteil (Fernsehreihe)